# (59833) Danimatter
(59833) Danimatter est un astéroïde de la ceinture principale.

## Description
(59833) Danimatter est un astéroïde de la ceinture principale. Il fut découvert le 3 septembre 1999 à Village-Neuf par Christophe Demeautis. Il présente une orbite caractérisée par un demi-grand axe de 3,07 UA, une excentricité de 0,06 et une inclinaison de 9,5° par rapport à l'écliptique.

## Compléments